# Emmeline Ragot
Emmeline Ragot (Angoulême, 27 mei 1986) is een mountainbikester uit Frankrijk.
Op de Wereldkampioenschappen mountainbike in 2009 en 2011 werd Ragot wereldkampioene Downhill.
In 2012 en 2013 wordt ze tweede bij de Wereldbeker mountainbike bij het onderdeel Downhill.
In 2003, 2006, 2008 en 2012 werd ze Frans kampioene op het onderdeel Downhill.
In 2013 won ze de gouden medaille bij de Europese kampioenschappen mountainbike op het onderdeel Four-cross.
In 2015 besloot Ragot te stoppen na 13 jaar actief te zijn geweest als mountainbikester, waarbij ze meer dan 60 maal het podium haalde bij een wereldbekerwedstrijd.